# Aalto-Vase
Die Aalto-Vase, auch bekannt als die Savoy-Vase, entworfen 1936, ist ein vom finnischen Designerpaar Aino und Alvar Aalto entworfenes Glasobjekt.

## Formgebung
Die Aalto-Vase gilt als Ikone zeitlosen finnischen Designs. Mit ihrem asymmetrischen Grundriss und der organischen Linienführung repräsentiert die Vase die charakteristische Beschaffenheit der finnischen Landschaft mit ihren unzähligen Seen.
Die gewellte Form der Vase kann auch als Anspielung auf Namen der Entwerfer gelesen werden, da „aalto“ übersetzt „Welle“ bedeutet. Das Farbspektrum der Aalto-Vase reicht von durchsichtig über braun, azurblau, grün, rauchfarben und opal bis hin zu kobaltblau, rubinrot und violett. Die Farbe erscheint, je nach Stelle am Objekt, heller oder dunkler und verleiht der Vase dadurch ein dynamisches Aussehen.
Um eine einzige Aalto-Vase zu fertigen, wurden damals sieben Glasbläser benötigt, und die Fertigungsdauer betrug bis zu sechzehn Stunden. Somit ist jede Original Aalto-Vase ein Unikat, das die Handschrift des jeweiligen Glasmeisters trägt.

## Geschichte
Der alternative Name Savoy-Vase 1936 stammt daher, dass die Vase für eine Reihe von kundenspezifischen Möbeln und Ausstattungen für das Luxus-Restaurant Savoy in Helsinki bestimmt war, die von Alvar Aalto und seiner Frau Aino entworfen wurden. Die ursprüngliche Höhe der Savoy-Vase beträgt 140 mm. Diese Vase wurde auf der Weltfachausstellung 1937 in Paris gezeigt.
Die Form der Vase ist weiterhin populär und wird im 21. Jahrhundert von zahlreichen Glasherstellern in verschiedenen Varianten und Größen produziert. Die finnische Glasmanufaktur Iittala stellt noch heute nach Originalformen die Aalto-Vase her.